# Часовник судњег дана (стрип)

Часовник судњег дана је суперхеројски стрип ограничене серије којега је издао Ди-Си комикс. Сценариста је Џеф Џоунс, цртач (оловка) Гари Френк, док је за боју био задужен Бред Андерсон. Прича у стрипу смештена је у Новом 52 универзуму и Поновноме Ди-Сију и директан је наставак на графички роман Надзирачи Алана Мура, Дејва Гибонса и Џона Хигинса.
Иако је суиздавач Ди-Сија Ден Дидио потврдио да је Часовник судњег дана директан наставак Надзирача, сценариста Џоунс је првобитно то одбио да га тако окарактерише, потенцирајући да је то самостална прича.
Стрип је први пут изашао 22. новембра 2017, а последњи пут 18. децембра две године доцније. Само месец и по дана после изласка последњег дела у Сједињеним Америчким Државама, у Србији је првих шест прича издала Чаробна књига. Других шест прича је издато у лето 2020. г.

## Повест објављивања
Часовник судњег дана је део инцијативе „Поновнога рођења Ди-Си-ја” и наставља наратив који је успостављен 2016. г. у једноделној причи DC Universe: Rebirth Special, у њеном кросоверу под називом „The Button” и сл. Надовезује се на минисерију Надзирачи коју су направили Алан Мур, Дејв Гибонс и Џон Хигинс између 1986. и 1987. г. спајајући их са Универзумом Ди-Си додајући им притоме неколико нових ликова.
Часовник судњег дана је први пуз изашао 14. маја 2017. г. с провокативном фотографијом која приказује лого Супермена на часовнику који је близу да откуца тачно поноћ и с насловним подебљаним натписом Надзирачи.
Прича обухвата много ликова, али се посебно фокусира на Супермена и Доктора Менхетна. Џоунс је предосећао да постоји занимљива прича коју трбеа испричати у „Поновном рођењу Ди-Сија” са Доцом Менхетном; мислио је да постоји занимљива подвојеност између Супермена — ванземаљца који отелотворује и саосећа се са човечанством — и Доце Менхетна — човека који се одвојио од човечанства. Ова идеја довела је до више од шест месеци расправа међу креативним тимом о томе да ли пресецати универзум Надзирача са Ди-Сијем или не. Џоунс је зато објаснио да је Часовник судњег дана „најособнији и најепичнији, рајње збуњујући пројекат” на којем је радио у својој каријери.
Џоунс је такође објаснио да је Часовник судњег дана самостална прича без материјала за везивање са неком минисеријом. Међутим, „то ће имати узицај на читав Ди-Сијев универзум. То ће утицати на све што иде напред и на све што је пре тога дошло. Дотакнуће тематску и дословну суштину Ди-Сија.” Тако да ће до тренутка објављивања завршног броја „остатак универзума то сустићи — и последице гоађаја постаће познате”.

### Распоред издавања
Прво издање Часовника судњег дана изашло је 22. новембра 2017. г. на америчком тржишту с планираних још 11 издања. Серија је првобитно требало да излати месечно и да се заврши у децембру наредне године с планираним паузама у марту и августу 2018. г. Међутим, у јануару 2018. године најављено је да ће серија направити паузу у марту и априлу 2018. г. пре поновног изласка у мају 2018. г и преласка на двомесечни распоред с тим да се серија заврши у јулу 2019. Последњи број је на крају објављен 18. децембра 2019. г.
Дводелно колекционарско издање с бонус материјалом објављено је између октобра 2019. и маја 2020 г. Српско издање је изашло управо у овом облику у лето 2020. г.

## Подешавање

### Прича
Часовник судњег дана је последња прича серијала „Поновни Ди-Си”, званично закључујући приче започете у континуитету Нови 52. Стрип садржи концепт Мултиверзуима у којем универзум Надзирача постоји одвојено од Ди-Си универзума и ликови сваког свемира третирају оне друге као измишљене.
У универзуму Надзирача седам година након масакра у Њујорку, објављени су детаљи унутар Роршаховога дневника који откривају улогу Озимандијаса у томе догађају. Он је сада у бекству и сакупља неколико других људи како би пронашао Доктора Менхетна да би овај спасао свет.
У међувремену у Ди-Си универзуму, у данашњем времену влада тзв. „Теорија о Супермену” која је теорија завере и оптужује Владу САД да ствара сопствене метаљуде створивши тако међудржавни сукоб и доведовиши свет до трке у наоружавању.
Док се ликови из оба свемира сусрећу већина њих покушава да пронађу Менхетна из много различизих разлога, што их доводи до откривања мистерија и открића које нису били свесни.

### Ликови
Часовник судњег дана садржи ликове из Надзирача и Ди-Си универзума, а такође има и неких нових ликова, као што су Реџи Лонг, син Малкома Лонга, који постаје нови Роршах; Пантомимичара и Марионету, брачни пар криминалаца који траже свога несталог сина; и Бубастиса Другог, као клона оригиналнога Бубастиса.
Остали ликови који су из ова два свемира су: Комедијаш, Доктор Менхетн и Озимандијас (Надзирачи); Алфред Пениворт, Бетмен, Црни Адам, Џокер, Лекс Лутор, Лоис Лејн, Супермен и Чудесна Жена.

## Последице и наставак
Након објављивања последње приче, Џеф Џонс је изјавио да су Гари Френк разматрали могућност за наставак Часовника судњег дана. Ова серија би садржала кросовер догађај са стриповима Мрачне ноћи: Метал и Генерације. 